# Cathy O'Brien
Cathleen Ann O'Brien (n. 4 decembrie 1957, Muskegon, Michigan) este un american care pretinde a fi o victimă a Proiectului MKULTRA, un program finanțat de către Agenția Centrală de Informații pentru a cerceta consumul de droguri în cadrul spionajului. O'Brien a făcut aceste afirmații în lucrările Trance Formation of America (1995) și Access Denied: For Reasons of National Security (2004), scrise împreună cu soțul ei Mark Phillips. O'Brien este una din numeroasele persoane care afirmă public că ar fi supraviețuit unor presupuse programe CIA "de control al minții".